# Apollo Kaggwa
Apollo Kaggwa est un leader intellectuel et politique majeur en Ouganda lorsque le pays est sous domination britannique. Il est un chef de la faction protestante et est nommé Premier ministre du Royaume du Buganda par le roi Mwanga II en 1890. Il sert jusqu'en 1926. Kaggwa sert comme prince régent de 1897 à 1914, lorsque le roi Daudi Chwa règne. Il est le premier et le plus important ethnographe du Buganda,.

## Biographie

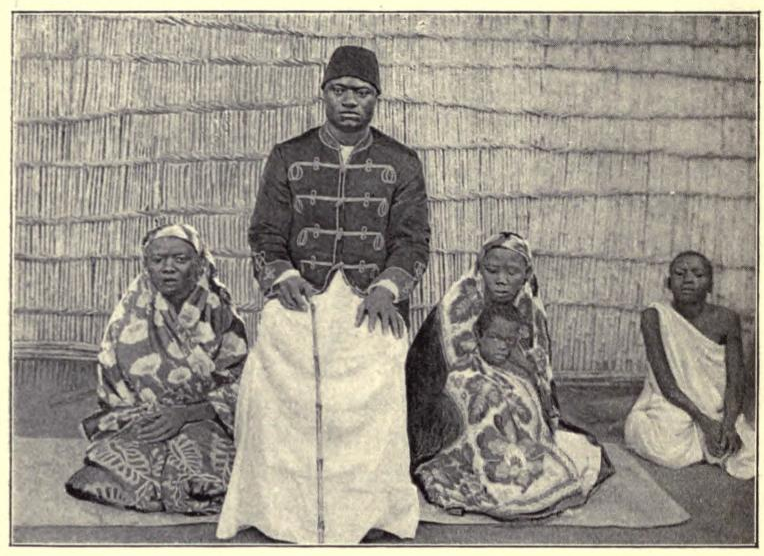
Kattikiro Apollo Kaggwa en 1893

Kaggwa est un apprenti administratif au palais royal de Buganda lorsque les premiers missionnaires chrétiens sont arrivés dans les années 1870. Ces apprentis du palais, appelés pages par les historiens européens de l'époque, sont des jeunes venus de tout le royaume et envoyés au palais pour former la prochaine génération de dirigeants. Il est l’un des premiers convertis à la foi protestante. Il a failli devenir l'un des martyrs de l'Ouganda lorsque le roi Mwanga II s'est brouillé avec les chrétiens quelques années plus tard. Il aurait été épargné par l'exécution parce qu'il avait déjà montré qu'il est exceptionnellement compétent en tant qu'assistant au Trésor. De 1885 à 1887, le royaume est plongé dans une guerre civile religieuse, les protestants, les catholiques et les factions musulmanes se disputant le contrôle. Kaggwa, alors âgé d'une vingtaine d'années, est très tôt reconnu comme le chef de la faction protestante. 

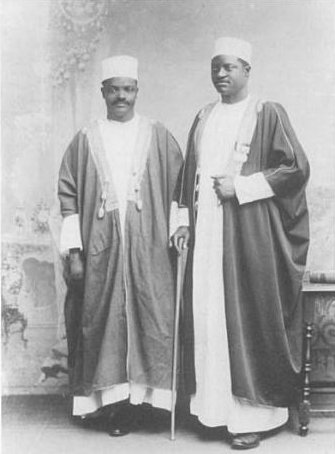
Apollo Kaggwa (à droite) avec son secrétaire Ham Mukasa, 1902

Le roi Mwanga, temporairement déposé, est rétabli en 1890 avec l'aide des protestants, et Kaggwa est nommé Katikkiro (Premier ministre). Le roi Mwanga est de nouveau déposé en 1897 lorsqu'il choisit de rejeter l'influence étrangère et de s'opposer aux Britanniques. Daudi Chwa est nommé roi et Kaggwa devient l'un des trois régents. Kaggwa est l'un des négociateurs de l'accord de l'Ouganda, par lequel le Buganda devient un protectorat britannique doté d'une autonomie interne limitée.
Il se rend au Royaume-Uni en 1902 en sa qualité de Katikkiro pour le couronnement du roi Édouard VII, accompagné de son secrétaire, Ham Mukasa,.
L'accord du Buganda (en) consolide le pouvoir des Bakungu (chefs clients), en grande partie protestants, dirigés par Kaggwa. En 1912, Kaggwa s'efforce de consolider le pouvoir des Bakungu en proposant un second Lukiko (assemblée) pour le Buganda, avec lui-même comme président et les Bakungu comme une sorte d'aristocratie héréditaire. Les responsables britanniques opposent leur veto à cette idée qui s'avère également impopulaire. Au lieu de cela, les fonctionnaires britanniques opèrent quelques réformes et tentent de transformer le Lukiko en assemblée représentative.

## Œuvres
Kaggwa est l'auteur de nombreux livres sur le Buganda, dont une histoire générale Bassekabaka ba Buganda, un traité sur les lois et coutumes Empisa z'Abaganda et un recueil de folklore Engero z'Abaganda. Son histoire du Buganda comprend de brèves histoires des royaumes voisins de Bunyoro et d'Ankole. 
- Kagwa, Apolo. Les coutumes des Baganda (Columbia University Press, 1934).
- Kagwa, Apolo. Les rois du Buganda (East African Publishing House, 1971).

## Lectures complémentaires
- Mukasa, Ham. Sir Apolo Kagwa découvre la Grande-Bretagne (Heinemann Educational Books, 1975).

## Liens
- Ressources relatives aux beaux-arts :   - British Museum
  - National Portrait Gallery
- Notices dans des dictionnaires ou encyclopédies généralistes :   - Britannica
  - Dizionario di Storia
  - Store norske leksikon
- Notices d'autorité :   - VIAF
  - ISNI
  - IdRef
  - LCCN
  - GND
  - Pays-Bas
  - Israël
  - NUKAT
  - Norvège
  - WorldCat